# Hyacinthella venusta
Hyacinthella venusta là một loài thực vật có hoa trong họ Măng tây. Loài này được K.Perss. mô tả khoa học đầu tiên năm 2000.